# Alaska (2023)
Alaska ist ein deutscher Spielfilm von Max Gleschinski aus dem Jahr 2023. Das Drama handelt von einer Frau in den Vierzigern, die nach einer Zäsur in ihrem Leben beschließt, sich mit dem Kajak an die Orte ihrer Kindheit zu begeben. Das Werk ist in vier Kapitel unterteilt. Die Hauptrollen übernahmen Christina Große, Pegah Ferydoni, Karsten Antonio Mielke und Milena Dreißig.
Die Uraufführung fand im Januar 2023 beim Filmfestival Max Ophüls Preis statt, wo das Werk den Spielfilmwettbewerb gewinnen konnte. Anfang September 2023 folgte der reguläre Kinostart in Deutschland.

## Handlung
Nach dem Tod ihres Vaters, eines früheren Weltklasse-Kanuten aus der DDR, reist Kerstin im Sommer mit dessen rotem Kajak zur Mecklenburgischen Seenplatte. Sein letzter Wunsch war es, den über 2000 km langen Yukon River in Alaska zu befahren. Kerstin hatte den kranken Mann ihr halbes Leben lang gepflegt, weshalb sie beschließt, die Strecke auf den Gewässern ihrer Kindheit im Kreis zu bewältigen. Morgens paddelt sie los, abends sucht sie sich einen Campingplatz und übernachtet dort in ihrem kleinen Zelt.
Die stoische Einzelgängerin in ihren Vierzigern hält sich nach Möglichkeit von größeren Gruppen und vor allem Männern fern, ehe sie eines Nachts auf einem Campingplatz die Bekanntschaft mit Alima macht. Deren langjährige Ehe ist vor kurzem zerbrochen, dennoch hat sie sich dazu überreden lassen, sich mit ihrem Ex-Ehemann und Freunden auf eine mehrtägige Kajakfahrt zu begeben. Bald schon ist Alima genervt von ihrem gesprächigen Paddelpartner und fehlendem Handynetz. Sie beschließt, die Reise mit der wortkargen Kerstin fortzusetzen, zu der sie auf Anhieb eine Verbindung aufbauen kann. Die beiden unterschiedlichen Frauen kommen sich auf der Reise näher und Kerstin vertraut sich ihr an. Auch verbringen die beiden eine leidenschaftliche Liebesnacht miteinander.
Gleichzeitig müssen sich die beiden Frauen der Verfolgung durch Kerstins Bruder Thomas und dessen Ehefrau Nina erwehren. Beide werfen Kerstin vor, nach dem Tod des Vaters dessen Ersparnisse entwendet zu haben. Thomas hatte sich komplett aus der Pflege des kranken Vaters herausgehalten. Obwohl sich Kerstin und Thomas zeitweise wieder annähern, hämmert er am Ende in einer dunklen, regnerischen Nacht aus Wut über seine Schwester Löcher in das alte, rote DDR-Kajak und fährt mit seiner Frau nach Hause – das gesuchte Geld bleibt unauffindbar. Kerstin verschwindet spurlos, als sie mit dem beschädigten Kajak noch einmal hinaus aufs Wasser paddelt.

## Entstehungsgeschichte
Alaska ist der zweite Spielfilm des in Mecklenburg-Vorpommern aufgewachsenen Regisseurs und Drehbuchautors Max Gleschinski. Er verfasste auch das Drehbuch, das bereits zu Anfang in mehreren Episoden angelegt war. Laut Filmproduzent Jasper Mielke handelte es sich um ein sehr langes Skript. Um dem Publikum nicht zu viel zu verraten, dosierte Gleschinski die Preisgabe von Informationen sorgfältig. Er sollte seine Figuren später mit Romanfiguren vergleichen. In einem Kommentar bezog er sich explizit auf einen Satz auf den preisgekrönten Uncle Boonmee erinnert sich an seine früheren Leben (2010) von Apichatpong Weerasethakul. „Geister seien nicht mit Orten verknüpft, ‚sondern mit Menschen‘“.
Für die Hauptrolle der Kerstin wurde die aus Thüringen stammende Schauspielerin Christina Große verpflichtet. Sie hatte vorab keinerlei Verbindung zum Kajaksport. In Vorbereitung auf die Dreharbeiten absolvierte sie einen dreitägigen Kurs. Auch nach den Dreharbeiten blieb sie dem Kajakfahren treu. Große hatte Schwierigkeiten mit der Wortkargheit ihrer Figur und freute sich über die Verpflichtung von Pegah Ferydoni, die in der Rolle der Alima Kerstin aus ihrer selbstgewählten Isolation herausholt. Große und Ferydoni hatten nie zuvor zusammen gearbeitet, doch seien sie bereits beim ersten Casting „auf einer Wellenlänge“ gewesen, so Große. Die Hauptdarstellerin sollte später vor allem die lange Drehzeit für das Projekt loben. Regisseur Gleschinski sah in der Wortkargheit seiner Hauptfigur etwas universelles, anstatt diese nur auf ihren Herkunftsort Mecklenburg-Vorpommern zurückzuführen. In weiteren Rollen wurden Karsten Antonio Mielke als Bruder der Hauptfigur sowie Milena Dreißig als dessen Ehefrau Nina verpflichtet.
Die Dreharbeiten fanden von Anfang August bis Mitte September 2021 rund um die Stadt Mirow im Landkreis Mecklenburgische Seenplatte statt. Insgesamt waren 33 Drehtage angesetzt. Als Kameramann fungierte Jean-Pierre Meyer-Gehrke, während Clara Andres für den Schnitt zuständig war. Die Filmmusik komponierte Axel Meier. Als Kapiteltrenner schuf der lokale Künstler Hans Scheibner vier große Gemälde und übernahm im Film die kleine Rolle als verstorbener Vater von Kerstin.
Alaska wurde vom Berliner Unternehmen Wood Water Films in Zusammenarbeit mit dem kleinen Fernsehspiel des ZDF produziert. Finanziell unterstützt wurde das Projekt vom BKM (Fördersumme: 200.000 Euro), von der Kulturellen Filmförderung Mecklenburg-Vorpommern (Drehbuch- und Stoffentwicklung: 7500 Euro) und der MV Filmförderung GmbH (Nachwuchsförderung: 300.000 Euro, Verleihförderung: 10.000 Euro).

## Veröffentlichung und Rezeption
Die Premiere von Alaska fand am 24. Januar 2023 im Rahmen des 44. Filmfestivals Max Ophüls Preises statt.
Laut Thomas Reinhardt von der Saarbrücker Zeitung schwebte dem Filmteam ein „‚stilles Wasserwander-Roadmovie als elegische Geistergeschichte‘“ vor. Alaska beginne mit langen Einstellungen, nehme sich Zeit und erkläre „nur sehr wenig“. Reinhardt hob die stimmungsvollen Naturbilder und „einige schöne, stille Szenen“ zwischen Christina Große und Karsten Antonio Mielke als Geschwisterpaar hervor. Dennoch franse gegen Ende „der überlange Film etwas aus“. Reinhardt kritisierte vor allem den Erbstreit, der „zusehends eher banale Züge“ annehme.
In der Jurybegründung priesen die Juroren Alaska für „das Zusammenspiel des herausragenden Ensembles, die poetische Kameraarbeit, die vielschichtige und genaue Inszenierung“, was „zu einem unverwechselbaren, magischen Kinoerlebnis“ führe. „Auf verzweigten Gewässern“ würden die Zuschauer von den „Figuren auf eine Reise voller unvorhersehbarer Wendungen“ geschickt. Die Juroren des Neiße Filmfestivals ließen den Film Ende Mai 2023 ihren Hauptpreis zukommen. Alaska nehme die Zuschauer „mit auf eine Reise durch die Höhen und Tiefen menschlicher Erfahrungen und Gefühle“. Durch das Regietalent Gleschinskis könne man „den Figuren dabei zuzusehen, wie sie um die Wahrheit über sich selbst und die Wahrheit über ihre Beziehungen zu anderen Menschen ringen“, so die Jurybegründung.
Ein regulärer Kinostart in Deutschland erfolgte ab 7. September 2023 im Verleih von Missing Films. In einer Kurzkritik für die Süddeutsche Zeitung lobte Anna Steinbauer Alaska als „Familiendrama mit Psychothriller-Elementen“. Regisseur Gleschinski lasse „in magisch-flirrender Atmosphäre und in langsamen Einstellungen zwei tolle Schauspielerinnen aufeinandertreffen und“ hinterlasse „eine einprägsame filmische Handschrift“. Markus Ehrenberg befand in seiner Kurzkritik für den Tagesspiegel, dass es sich bei dem poetischen Werk um ein „hintersinniges Drama mit etwas unübersichtlicher Figurenkonstellation und eigenwilligem Titel“ handle. Es sei vor allem aufgrund der „charmanten“ Hauptdarstellerinnen Christina Große und Pegah Ferydoni und den Landschaftsaufnahmen „sehenswert“.
Cosima Lutz vom Online-Portal Filmdienst fiel die Wortkargheit der Figuren sowie „die Langsamkeit und die Ruhe“ von Alaska auf. Sie fühlte sich an die „Bildwelten und Narrative“ von Apichatpong Weerasethakul erinnert und sah in der kajakfahrenden Hauptfigur Kerstin „eine Westernheldin, ein ‚lonely cowboy‘“. Im Gegensatz zu den Werken des thailändischen Regisseurs bleibe Gleschinskis Film „aber leichtfüßig und humorvoll, ohne die Schwere des bemüht Epigonalen“. Lutz zeigte sich enttäuscht darüber, dass der Film mit zunehmender Laufzeit „immer auserklärender und konventioneller“ werde. Mit den Figuren von Kerstins Bruder Thomas und dessen Frau Nina würde „mit psychologisch ausformulierter Eindeutigkeit das Prinzip des linearen Geschichtenerzählens“ in den Film Einzug halten. Das Drehbuch vermeide aber „simple Antagonismen“. Lutz kritisierte außerdem die aufdringliche, akkordeonverhangene Musik von Axel Meier.
Anton Schroeder (critic.de) kritisierte, dass Alaska im Gegensatz zu den Filmen Helena Wittmanns inkonsequent bleibe. Das Werk sei „ruhig erzählt“, nehme „sich dann aber nicht die nötige Zeit, die Einstellungen nachhaltig zu gestalten, Verschiebungen im filmischen Sehen nahezulegen“. Er befand den Schnitt als „nicht subtil“, die später im Film tauchenden „Erinnerungsbilder“ als „schlicht ideenarm“. Sobald Kerstin vom „Körper […] zur Person“ werde, trichtere der Film „seinen Zuschauenden mit wenig Fingerspitzengefühl die entsprechenden Emotionen ein, obendrein wird alles immerzu ausgesprochen“. Jedwede Ambivalenz verschwinde „unter einem Wulst an Eindeutigkeit in Sprache, Schauspiel, Musik und Bild“.

## Auszeichnungen
Im Rahmen des Filmfestivals Max Ophüls Preis 2023 erhielt Alaska den mit 36.000 Euro dotierten Hauptpreis im Spielfilmwettbewerb. Zwei Jahre zuvor war Gleschinskis unverfilmtes Skript für den Deutschen Drehbuchpreis 2021 nominiert worden.
Im Mai 2023 folgten auf dem Achtung Berlin Filmfestival Preise für Milena Dreißig (Bestes Schauspiel) und Kameramann Jean-Pierre Meyer-Gehrke, während das Drehbuch eine Lobende Erwähnung erhielt. Beim Filmkunstfest Mecklenburg-Vorpommern erhielt Alaska den NDR-Regiepreis. Einen Monat später gewann Alaska den mit 10.000 Euro dotierten Hauptpreis des Neiße Filmfestivals. Im August 2023 konkurrierte Gleschinski beim Fünf Seen Filmfestival um den Sektionspreis Perspektive Spielfilm für erste oder zweite Spielfilmproduktionen, hatte aber gegenüber Milena Aboyans Elaha das Nachsehen.